# Cinturó supracortical d'Isua

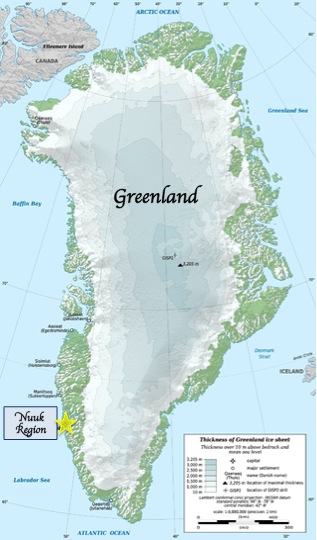
Localització

El cinturó supracortical d'Isua és un cinturó supracortical que es troba a la part sud-occidental de Groenlàndia. Està datat en una antiguitat d'entre 3,8 i 3,7 Ga (gigaannum), i conté les roques més antigues conegudes en estat de bona conservació de tipus metavolcànic, de tipus volcànic màfic metamorfosat, metasedimentari i sedimentari. Consta de quatre dominis tectònics.
Gairebé totes les roques estan deformades i alterades de manera substancial pel metasomatisme, encara que s'hi poden observar clarament els estadis de transició des de les estructures volcàniques i sedimentàries fins a la formació d'esquists. També s'hi poden veure els diferents episodis d'alteracions metasomàtiques que produeixen diverses agrupacions de minerals metamòrfics a partir de protòlits o roques precursores similars.
Els processos metamòrfics que donen lloc al creixement de granats s'estenen al llarg de tot l'eó arcaic. Els nous estudis de cartografia geològica estan rastrejant la graduació de les transicions entre les diferents estructures deformades i metasomatitzades. Aquests mapes de nou traçat mostren que el cinturó supracortical d'Isua es compon de falles envoltades per agrupaments de roques derivades del basalt i laves encoixinades basàltiques riques en magnesi, i de tipus breccia, envaïdes per nombrosos fulles de tonalita que contenen formacions de ferro bandejat i sílex, i per components menors de roques sedimentàries clàstiques derivades a partir de roques volcàniques de sílex i basalt.
Es creu que els cossos ultramàfics recristal·litzats que es poden donar al cinturó són intrusions de fluxos komatiítics. Els estudis mostren que aquestes komatiïtes són extremadament similars a les de les komatiïtes basàltiques de Barberton, a Sud-àfrica, datades de fa 3,5 Ga, i ambdues són equivalents de l'eó arcaic, de les modernes boninites produïdes per la fusió en presència d'aigua a les zones de subducció. Les komatiïtes de Barberton comparteixen alguna de les característiques geoquímiques amb les actuals boninites, incloent-hi proves petrològiques d'alt contingut d'aigua magmàtica. Les firmes geoquímiques boninítiques proporcionen la prova que els processos tectònics són responsables de la creació del cinturó i que les breccies encoixinades i runes basàltiques indiquen que l'aigua líquida va existir a la superfície en el moment de la seva formació. Les roques sedimentàries més comunes són les formacions de ferro bandejat i sílex.
Els conjunts d'Isua de basalt-komatiïta-sílex datats en 3,5 Ga, estan emparentats amb els conjunts de gneis de tipus TTG (tonalita-trondhjemita-granodiorita) d'Amitsoq. Els arguments actuals advoquen per una fusió directa del mató per a produir les diorites i granodiorites d'alt contingut magnèsic que es troben en aquests cratons de l'eó arcaic. D'acord amb Rapp (1999):
| «                                                                 | Es pot observar un contínuum complet de processos des de la generació de magmes TTG "pristins" per fusió hidratada de granats amfibolites/eclogites fins a la hibridació d'aquests fosos per assimilació de peridotita i el consegüent metasomatisme del mantell subcontinental. El nombre de magnesi dels granitoides de l'eó arcaic és potser el millor indicador d'un llinatge TTG i de l'amplitud amb què està implicat en la formació primerenca de continents. Les proves suggereixen amb gran força un paper cada vegada major en l'arcaic tardà, dominant en l'arcaic primerenc les fonts basàltiques de la crosta oceànica. | » |
| — Rapp, Robert P. , "First Origins of Archean Continental Crust." | |   |

L'any 2016 s'hi van descobrir els fòssils més antics coneguts, uns estromatòlits de 3.700 Ma.